# 貝爾法斯特 (內布拉斯加州)
貝爾法斯特（英語：Belfast）是位於美國內布拉斯加州格里利縣的非建制地區。

## 歷史
貝爾法斯特的郵局於1908年設立，其後於1909年停運。

## 地理
貝爾法斯特所處的海拔為高於海平面664米（即2178英呎），而該地所採用的時區為UTC-6，即北美中部时区（CST）。同時該地設有夏令時間，為UTC-6調快一小時，即UTC-5（CDT）。